# Història de l'Església Catòlica

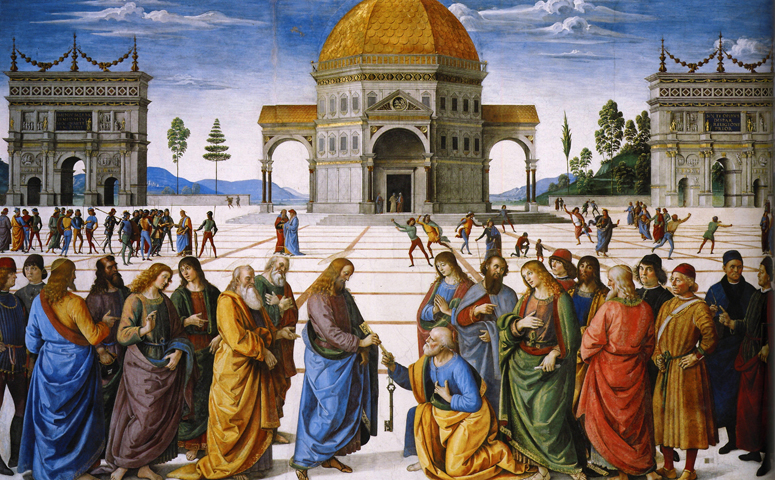
Fresc (1481-1482) de Pietro Perugino a la Capella Sixtina, mostrant a Jesús donant les claus del cel a Sant Pere.

La història de l'Església Catòlica cobreix els orígens i evolució del catolicisme des dels temps de Jesús de Natzaret fins a l'època contemporània. El nom d'església catòlica (o catolicisme) s'ha fet servir per fer referència a l'"Església Universal" des de començaments del segle ii, car consta l'ús del terme per primer cop a les cartes d'Ignasi d'Antioquia, qui, segons Joan Crisòstom, havia estat ordenat pel mateix Pere.
En diverses situacions durant els tres primers segles del cristianisme el bisbe de Roma, considerat el successor de l'apòstol Pere, intervenia en les comunitats per ajudar a resoldre conflictes, com per exemple els papes Climent I, Víctor I i Calixt I. Als primers tres segles de la història, l'Església s'organitzava en tres patriarques, els bisbes d'Antioquia, amb jurisdicció sobre Síria, i més endavant sobre l'Àsia Menor i Grècia; Alexandria de la jurisdicció d'Egipte, i Roma de la jurisdicció d'Occident. A continuació els bisbes de Constantinoble i Jerusalem s'afegiren als patriarques per raons administratives. El Primer Concili de Nicea, l'any 325, considerà el bisbe de Roma com el primus (primer) entre els patriarques, i l'establiren així en els seus quarts, cinquens i sisens cànons, "seguint la tradició antiga", tot i que molts interpreten aquest títol com el primus inter pares (primer entre iguals). Es considerà també que el patriarca de Roma posseïa una autoritat especial a causa de la seva relació amb Sant Pere, que havia mort i havia estat enterrat a Roma.
Segons la doctrina catòlica, l'Església va ser fundada per Jesús. "La raó fonamental per a ser catòlic és el fet històric que l'Església Catòlica va ser fundada per Crist, va ser la invenció de Déu, no de l'home... Com el Pare li va donar autoritat a Crist, Crist va transmetre als seus apòstols, i va passar als successors que designi com a bisbes. El Nou Testament registra el seu nomenament dels dotze apòstols i donar-los autoritat per continuar el seu treball. Un d'ells, Simó Pere, es va fer al seu cap quan Jesús va proclamar "sobre aquesta roca edificaré la meva església ... jo et donaré les claus del Regne del cel...". En el punt de vista catòlic, la vinguda de l'Esperit Sant sobre els apòstols en un esdeveniment conegut com a Pentecosta va marcar el començament de l'Església i tots els bisbes degudament consagrat des de llavors són considerats els successors dels apòstols. La narració tradicional llocs de Pere a Roma, on va fundar una església i va servir com el primer bisbe de la Seu de Roma, més tard Linus consagrar com el seu successor, començant així la línia dels Papes.
Els elements d'aquest relat tradicional d'acord amb l'evidència històrica supervivent que inclou els escrits de Pau de Tars, diversos primers Pares de l'Església (entre ells el papa Climent I), i algunes evidències arqueològiques. El consens dels experts general és que el relat de Mateu de Jesús posada en marxa de Pere és l'únic autèntic. Alguns historiadors afirmen que el cristianisme de l'Església Catòlica es remunta a la consagració de Jesús de Pere, alguns que Jesús no va fundar una església en la seva vida, però ofereix un marc de creences, mentre que altres no fan un judici sobre si l'Església va ser fundada per Jesús, sinó d'acord amb l'opinió tradicional que el papat es va originar amb Pere. Aquests afirmen que Roma no hi pot haver tingut un bisbe fins després de l'edat apostòlica i suggerir l'oficina papal pot haver estat sobreposat per la narració tradicional a l'Església primitiva, encara que alguns reconeixen que l'oficina papal efectivament havia sorgit per la Dècada del 150.
L'Església creu que la seva missió es basa en el mandat de Jesús als seus seguidors per propagar la fe en tot el món: "Per tant, aneu i feu deixebles a totes les nacions, batejant-los en el nom del Pare i del Fill i de l'Esperit Sant, ensenyant-los a observar tot el que jo us he manat, i heus aquí jo estic amb vosaltres cada dia fins a la fi de l'època." El Papa Benet XVI resumeix aquesta missió com una triple responsabilitat de proclamar la paraula de Déu, celebrar els sagraments i l'exercici de la caritat. Com a part del seu ministeri de la caritat, l'Església dirigeix els organismes de tot el món, com ara Caritas Internationalis, les subsidiàries nacionals inclouen CAFOD i Catholic Relief Services. Altres institucions inclouen escoles catòliques, les universitats catòliques, Caridades Catòliques, la Societat de Sant Vicenç de Paül, Trobada Matrimonial, hospitals, orfenats, asils d'ancians, albergs per indigents, així com els ministeris als pobres, les famílies, els ancians, les víctimes de la SIDA, i embarassades i dones maltractades.

## Els primers segles

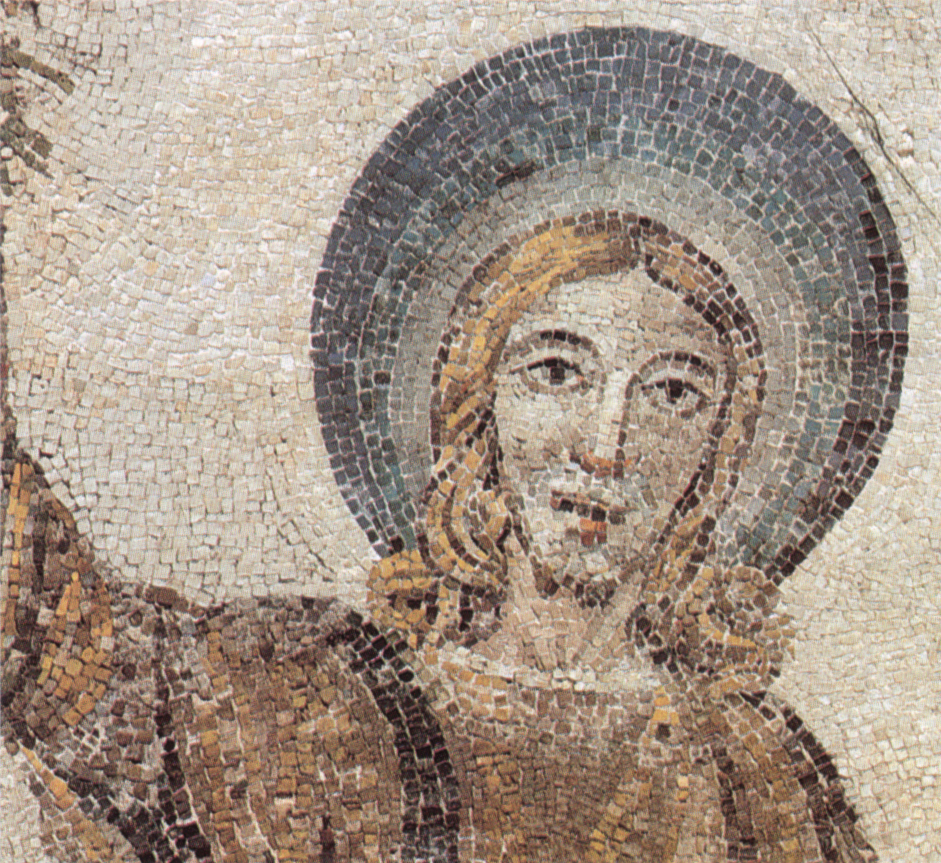
Mosaic cristià

Oficialment la història de l'església comença amb la Pentecosta, encara que la primera comunitat cristiana és la dels apòstols ja en vida de Jesús, segons narren els evangelis. Els deixebles van començar a predicar justament després de la mort del seu mestre i segons els Fets dels Apòstols, ja des del començament es van produir batejos massius. Immediatament va començar la persecució dels cristians, tant per les autoritats de l'Imperi Romà com per part dels jueus. Sant Esteve màrtir va morir per la seva fe l'any 34 o 35. Un dels seus botxins, Pau de Tars, es va convertir al cristianisme i va esdevenir un dels seus principals propagadors i teòrics, gàcies als seus viatges i escrits. Els primers grups de creients van aparèixer als països de la riba del Mediterrani.
L'any 49 o 50 es va celebrar el Concili de Jerusalem, per la polèmica si els nous conversos havien de passar per ritus jueus, com els primers cristians, o no. La conclusió va ser que no era necessari i va començar a sorgir la idea que l'església cristiana era oberta a tothom, d'on va derivar posteriorment el terme "catòlica" (universal) per descriure-la, probablement a instàncies d'Ignasi d'Antioquia.
L'any 70, amb la destrucció del temple de Jerusalem, la primera de les comunitats cristianes va perdre rellevància i van començar a sorgir diferents grups catòlics, amb visions doctrinals a vegades oposades, que pugnaven per prendre el control de la incipient religió, entre les quals destaca el grup de Roma, que esdevindria la capital del cristianisme, justificant-se amb un verset evangèlic on es juga amb el nom de Sant Pere i la pedra angular de l'església. Cada grup tenia un líder o bisbe, de manera que va anar sorgint la jerarquia de càrrecs que seria una constant en l'església.
Sant Ireneu va encunyar el terme d'heretgia amb el sentit d'ensenyaments desviats o no acceptats per la branca oficial de l'església. Aquests grups heretges van ser perseguits fins a la seva assimilació o desaparició o bé van fundar denominacions dissidents al llarg de la història del catolicisme. Les condemnes als diferents concilis van establir el corpus de creences o dogma oficial de mica en mica. Aquest dogma se sustentava en una sèrie d'escrits, els textos canònics de la Bíblia (de la qual van ser apartats determinades històries, com els evangelis apòcrifs) i les cartes i tractats dels anomenats Pares de l'Església. Les primeres heretgies destacades es poden agrupar en: judaitzants (no accepten la universalitat del missatge cristià), gnosticisme, mil·lenaristes i montanisme, així com diversos pensadors coneguts com a cismàtics.
A partir del segle iii, el cristianisme va començar a estendre's cap a Orient, especialment entre les províncies de l'Imperi Romà i els pobles perses o al nord d'Àfrica. Inicialment els conversos provenien sobretot de les classes humils, pel missatge igualitari de la seva doctrina, però més endavant es van batejar els nobles. En aquestes comunitats va desenvolupar-se una filosofia cristiana, que buscava convèncer per la raó els pensadors pagans.
Els grups cristians es van anar allunyant progressivament del judaisme i van marcar-se normes morals pròpies, especialment pel que fa al sexe (la virginitat i la castedat comencen a erigir-se com a sinònims de puresa, especialment entre la dona), la no veneració d'ídols pagans i la vida austera. La qüestió sobre el celibat sacerdotal va sorgir en aquesta època com una recomanació després elevada a norma d'obligat compliment (Concili d'Elvira).

## Expansió de l'Església

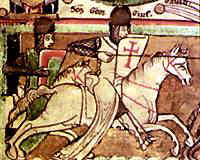
Cavaller de les croades

L'Edicte de Milà el 313, que permetia la pràctica del cristianisme dins terres romanes, va suposar un impuls molt important per a l'expansió de l'església catòlica, refermada quan el 380 es va proclamar com a religió oficial de l'Imperi Romà (tots els emperadors menys Julià l'Apòstata van ser cristians en aquesta època). De fet, a partir del Concili de Nicea I, es va considerar que el cristianisme podia actuar com a nexe d'unió entre tots els ciutadans romans (d'aquí la importància d'arribar a un consens sobre les creences acceptades, per exemple la forta condemna de l'arrianisme), lligam que es mantindria a l'edat mitjana a Europa. La Vulgata, la traducció llatina de la Bíblia, es va proclamar l'única vàlida al segle iv, per evitar disputes d'interpretació degudes a qüestions de semàntica (segles després la traducció a altres llengües es va convertir en un dels pilars del protestantisme).
El 31 de desembre de 406, un nombre de tribus sense precedents es va aprofitar de la congelació del Rin i la retirada de les tropes romanes per lluitar a Itàlia per travessar el riu en massa: vàndals, sueus, alans i burgundis es van estendre creuant el riu i van trobar poca resistència en el saqueig de Moguntiacum i el saqueig de Treviris, envaint completament la Gàl·lia. Abans de la retirada de les tropes romanes el 407, la milícia germànica havia estat estacionada a Gran Bretanya com a foederati, i amb la sortida de l'exèrcit romà, els britànics van reclutar els anglosaxons per defensar Gran Bretanya, però es van rebel·lar contra els seus hosts britànics el 442. Els nouvinguts finalment van conquerir Anglaterra, i la seva religió, el paganisme anglosaxó, va esdevenir dominant. Els britons de Gal·les i Cornualla, però, van continuar practicant el cristianisme. L'aïllament de les Illes Britàniques va afavorir l'aparició de pràctiques religioses diferenciades, sobretot a Irlanda, des d'on es van passar posteriorment a Gran Bretanya, gràcies a la feina de missioners com Columba d'Iona i de Aidan, entre d'altres.
El papa Celestí I, informat pel patriarca Ciril I d'Alexandria de les doctrines del patriarca Nestori de Constantinoble, va convocar un concili a Roma per deposar Nestori però que acabà deposant Ciril i el seu associat Memnó, tanmateix, l'emperador Teodosi II els va restaurar i Nestori es va haver d'exiliar a Antioquia. Per resoldre la disputa entre Ciril i Nestori, Teodosi va haver de convocar un concili ecumènic a Efes que va proclamar solemnement la maternitat divina de la verge i va condemnar el nestorianisme i el pelagianisme.
El Concili de Calcedònia del 451 convocat per l'emperador Marcià va marcar un punt d'inflexió important als debats cristològics (sobre la naturalesa del Crist) que van portar a la separació de l'Església de l'Imperi Romà d'Orient al segle xi, va emetre el Credo de Calcedònia, que va repudiar la idea d'una sola naturalesa de Crist, definint que Crist tenia dues naturaleses en una persona i hipòstasi, i va insistir en la integritat de les seves dues naturaleses, la divina i humana. El concili també va emetre 27 cànons disciplinaris que regirien l'administració de l'església i l'autoritat. En un decret posterior, més tard conegut com el cànon 28, els bisbes buscava elevar el rang del Patriarcat de Constantinoble, al·legant que Constantinoble gaudia d'un honor i autoritat comparable a la de Roma.És l'últim concili que molts anglicans i la majoria de protestants consideren ecumènic.
Amb la Caiguda de l'Imperi Romà d'Occident el 476, el cristianisme va haver de conviure amb els ritus dels anomenats bàrbars, i va acabar imposant-se entre aquests, assegurant la seva pervivència. La cristianització va començar amb els gots i va afectar la majoria de pobles germànics i nòrdics. En destaca especialment el paper del rei visigot Recared, que va fer que la península Ibèrica fos des de llavors un centre catòlic destacat (paper augmentat posteriorment pel seu caràcter de frontera i resistència als musulmans).
A finals del segle VI, algunes esglésies llatines van afegir les paraules "i del Fill" (Filioque) a la descripció de la processó de l'Esperit Sant. La inclusió es va incorporar a la pràctica litúrgica de Roma el 1014, però va ser rebutjada pel cristianisme oriental i no apareix en la versió original acceptada per l'església universal abans del Gran Cisma d'Orient de l'any 1031 entre l'Església Catòlica Romana i l'Església Ortodoxa.
A l'Alta Edat Mitjana van aparèixer els monestirs, com centres de vida religiosa retirada, seguint la idea de Benet de Núrsia. En ells es va conservar gran part de la cultura clàssica grecollatina, copiada i difosa pels scriptoria. Els diferents ordes religiosos van substituir en gran manera les primitives comunitats cristianes, amb disputes doctrinals i per la primacia dins l'Església, afavorits pels successius Papes. La dona va adquirint un paper progressivament subordinat per la prohibició d'ordenar-se.
Gregori el Gran va dur a terme una gran reforma eclesiàstica que va servir en part per refermar el poder polític i no sols religiós de la jerarquia catòlica, idea que ja havia exposat Agustí d'Hipona entre d'altres. Els monestirs ja portaven segles essent econòmicament importants, amb impostos propis i jurisdicció, però des d'aleshores va augmentar la influència del Papa i els seus seguidors (més endavant van constituir-se en la garantia suprema de legitimitat dels monarques i emperadors, com prova la coronació de Carlemany). També es va impulsar l'evangelització amb els missioners, seguint l'exemple dels primers apòstols viatgers, enviant Agustí de Canterbury el 597 a la Gran Bretanya, on convertí Etelbert I de Kent.
La iconoclàstia o veneració de les imatges es va sumar a les rivalitats entre el Papa i els patriarques orientals, en una separació progressiva de l'església coincident parcialment amb els dos blocs romans. Més endavant la polèmica sobre el Filioque va empitjorar la relació entre ambdues branques. Aquesta divisió coincidia amb l'expansió de l'Islam, que afeblia la posició hegemònica del catolicisme.
La conquesta musulmana de Jerusalem el 637 va solidificar el control musulmà de Palestina, que no tornaria a ser amenaçada fins a les Croades. La ciutat de Jerusalem va arribar a ser considerada com un lloc sant per l'islam, com ho va ser per les anteriors grans religions monoteistes: el cristianisme i el judaisme. Després de la conquesta musulmana, després de gairebé 500 anys als jueus se'ls va permetre viure i practicar la seva religió lliurement a Jerusalem.
L'Abadia de Cluny va constituir un centre reformista al segle x i va suposar un auge de la vida monàstica. L'interès per la cultura dels monjos i el creixement de les ciutats va propiciar el naixement de les universitats -amb figures tan rellevants com la de Tomàs d'Aquino -, on s'ensenyaven ciències, clàssics i teologia (aquests estudis es van estructurar en trivium i quadrivium i van constituir el germen de la majoria de carreres contemporànies). El llatí es va consolidar com a llengua de cultura. Paral·lelament, els missioners orientals van expandir el cristianisme més enllà dels antics límits romans i països afins.
El 1054 es va produir el Gran Cisma d'Orient, la separació definitiva entre les esglésies occidentals (que va retenir el títol de catòlica) i l'oriental, fractura que portava temps preparant-se i que va suposar una gran divisió del cristianisme, amb un nombre creixent de fidels. Al mateix temps es va iniciar el període de les croades (des del 1095), que volia recuperar els territoris considerats sagrats de mans musulmanes. L'expansió de l'església, doncs, va continuar malgrat els cismes i heretgies (com el catarisme) fins a dominar tots els aspectes de la vida quotidiana medieval (fins i tot la guerra o el comerç, com il·lustra la Pau i Treva de Déu); per aquest motiu es considera que el teocentrisme és una de les característiques més destacades de l'edat mitjana. Aquest control va comptar, a partir del segle xiii, amb un nou i poderós instrument: la Inquisició, amb un pes especial a França i sobretot Espanya, que lluitava contra les desviacions dins els catòlics i també contra els infidels, fossin jueus o musulmans. La por a les tortures i excomunions i l'augment dels pogroms van forçar conversions massives entre les poblacions no cristianes europees o l'emigració.
La difusió del cristianisme es realitzava mitjançant els sermons dels rectors, però també tenien altres maneres. El teatre en va ser una d'elles. A partir del segle ix, a Catalunya s'hi implanta una única litúrgia, d'arrel romana, que facilitarà la representació d'obres de caràcter moralitzant. Les cerimònies teatralitzades són una nova forma de comunicar-se amb els feligresos, sobretot en un moment en què la societat ja no comprèn l'idioma oficial de l'Església, el llatí clàssic. Les obres de teatre, representades dins els temples, explicaven la història de personatges de l'Antic Testament, la vida de Jesús, dels sants i la de la Mare de Déu. Les esglésies també podien acollir els misteris, obres que van néixer al carrer i que utilitzaven la Bíblia i personatges sobrenaturals com a argument.
Tant la pintura com l'escultura tenien la finalitat de transmetre les idees religioses. L'objectiu d'aquest art funcional no és fer un retrat realista del món, sinó oferir conceptes clars i concisos, símbols que puguin ser interpretats per una gran audiència. De fet, existia la certesa que el món natural només era una aparença falsa sota la qual s'hi amagava la veritat de Déu. Els programes iconogràfics de pintures i escultures podien arribar a ser molt extensos, amb escenes del Nou i l'Antic Testament. En el cas de l'escultura, s'hi afegia un bestiari fantàstic que servia per advertir i ensenyar. El lleó, l'àguila o la cigonya encarnaven valors positius, mentre que les serps, els conills i els micos eren representacions del mal.

## Crisi i reformes

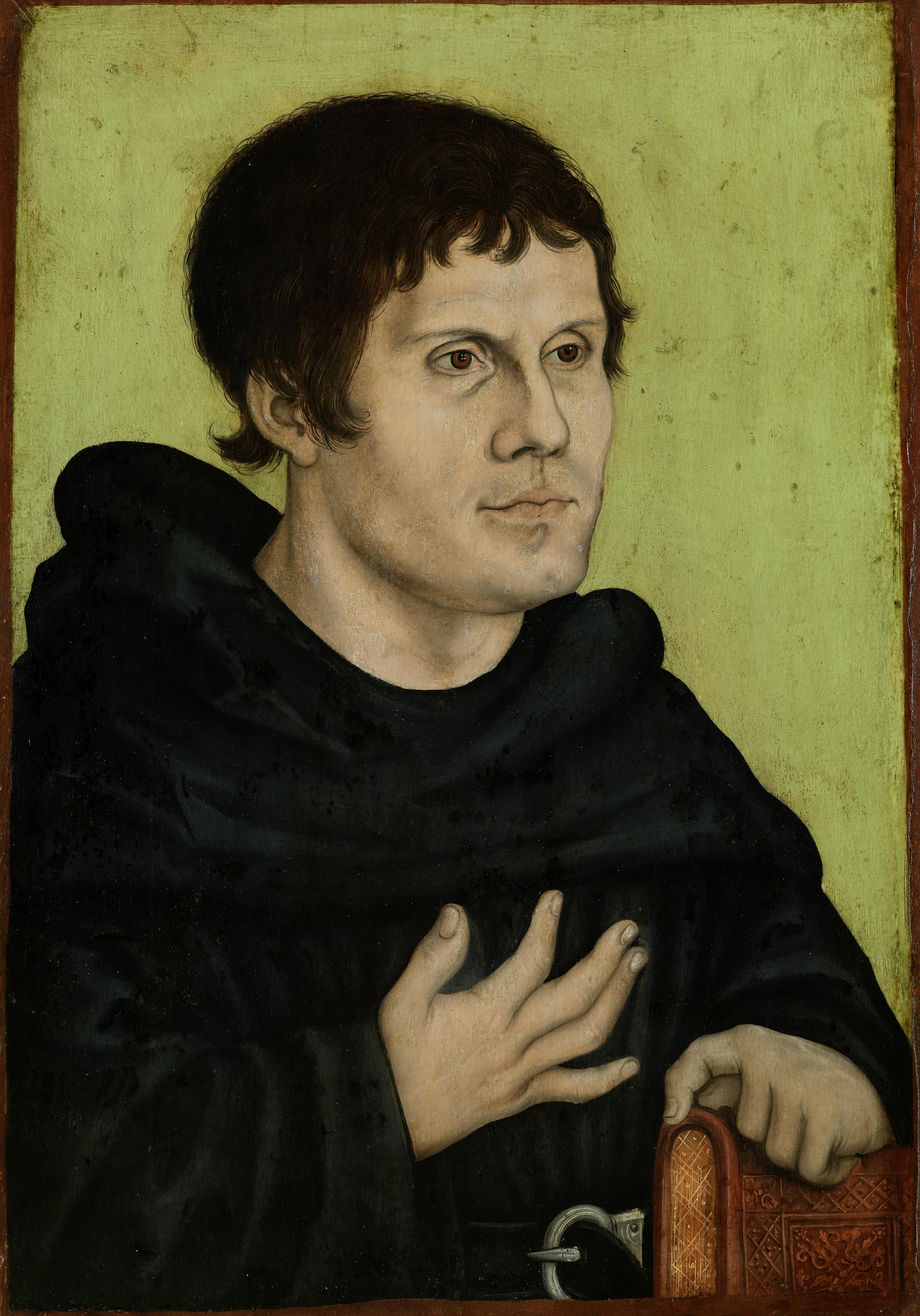
Luter

El creixent poder polític de l'església va causar nombrosos enfrontaments amb els reis, que lluitaven entre ells i per aconseguir el suport papal. Una d'aquestes pugnes amb el monarca francès va provocar el Cisma d'Occident, amb l'existència de diverses persones autoproclamades Papa (i mútuament titllant-se d'antipapa): un amb seu a Roma i un a Avinyó. Aquesta bicefàlia va suposar una greu crisi al catolicisme i va augmentar el descontentament entre molts cristians, que pensaven que l'església s'estava allunyant de la seva funció religiosa, com Jan Hus, cremat per heretge. La crisi religiosa es va sumar a la general, causada per la Guerra dels Cent Anys, les epidèmies de pesta i el col·lapse econònomic de moltes regions europees. La caiguda de Constantinoble en mans turques el 1453 va fer disminuir el nombre de cristians orientals.
La reforma protestant va dividir de nou l'església. Luter i Calví van ser els líders més destacats de l'escissió, en condemnar el catolicisme per la vida immoral dels seus sacerdots, l'ànsia de poder o la venda d'indulgències. El protestantisme, amb les seves divisions, va triomfar sobretot al nord d'Europa, mentre el sud romania catòlic, estat confirmat per la Pau d'Augsburg. Per mirar de contrarestar la influència protestant es va convocar el Concili de Trento (1545), que va impulsar la Contrareforma, el misticisme i l'art barroc.
Un nou orde religiós va assumir les conclusions del concili, la Companyia de Jesús, que va fundar diversos centres d'ensenyament, va reafirmar l'obediència al Papa com a principi fonamental (malmès per la crisi protestant) i va impulsar de nou les missions, aquest cop a Àsia i a les noves terres descobertes a Amèrica. La polèmica pels ritus xinesos o els escrits sobre l'ànima dels indígenes americans exemplifiquen el xoc cultural que es va produir en aquestes regions, on el catolicisme va anar guanyant adeptes lentament.
En aquests segles l'església catòlica va enfortir el culte a Maria, mare de Jesús, amb processons, ordes femenins, el rosari i multitud d'estàtues i pintures dedicades a ella. Aquest culte va connectar amb les classes populars i va minvar la crisi d'influència catòlica.

## El racionalisme
La Il·lustració va generalitzar la fe en la raó, amb el descrèdit de l'autoritat religiosa com a única font vàlida de justificació. L'anticlericalisme va créixer a Europa, amb esclats com la Revolució Francesa (1789). Des d'aleshores va començar una progressiva separació entre l'església i l'Estat, emparada per les lleis democràtiques i els manifests racionalistes. La reacció del Congrés de Viena va reforçar el catolicisme en alguns països, com Espanya, i va impulsar l'evangelització d'Africa dins l'imperialisme del segle xix. La proclamació de la infabilitat del Papa quan parla de dogmes (1869) va legislar de nou sobre la primacia catòlica. El romanticisme va suposar un auge en l'espiritualitat i un retorn al catolicisme, identificat amb les arrels medievals nacionals.
El comunisme va proclamar que la religió era l'opi del poble perquè prometia un altre món feliç a les classes més baixes per guanyar la seva submissió, en un context d'alienació i explotació. La crema d'esglésies i l'expansió de l'ateisme van coincidir amb l'expansió de les idees comunistes a principis del segle xx, contrastant amb l'auge del catolicisme a Amèrica Llatina i la identificació de molts règims europeus amb aquesta religió (com per exemple el franquisme). Data igualment d'aquesta època l'aparició de moviments que buscaven una vida religiosa profunda dels laics, com l'Opus Dei, fundat el 1928.
La Segona Guerra Mundial, amb l'holocaust, va suposar un període conflictiu per a l'església catòlica, acusada d'antisemitisme i connivència amb el terror nazi, tot i que altres fonts destaquen l'esforç dels religiosos per salvar i amagar els jueus.
El 1959 es va convocar el Concili del Vaticà II per modernitzar l'església catòlica i respondre a les demandes socials i polítiques del segle xx. Així, es va aprovar la possibilitat d'oferir la missa en llengua no llatina per apropar-la al poble i es va buscar la unió amb altres confessions cristianes (ecumenisme) per recuperar la força, amenaçada per la davallada de fidels. El concili va dividir l'església de manera informal entre els progressistes i els tradicionalistes. La teologia de l'alliberament, la postura catòlica davant la sexualitat i la seva influència a les escoles van ser tres de les qüestions d'enfrontament entre aquests sectors. L'església catòlica, especialment amb Joan Pau II, va contribuir a la caiguda del comunisme.
Al segle XXI el nombre de catòlics ha disminuït però han augmentat les denominacions cristianes afins (sovint titllades de "sectes" de manera despectiva) i els cultes new age o orientalistes que busquen barrejar el culte catòlic amb una religió més personal.

## Pederàstia a l'Església Catòlica
L'Església Catòlica, sacsejada per escàndols sexuals de nens, està treballant per erradicar la pràctica entre els seus sacerdots. El 2 de febrer de 1961 el Vaticà va emetre un document, "Instrucció sobre l'acurada selecció i formació de candidats per als estats de perfecció i de les Sagrades Ordres", llevant del sacerdoci a qualsevol persona que tingui "la perversa inclinació a l'homosexualitat o la pederàstia."
Els casos d'abusos sexuals comesos per membres de l'Església catòlica són una sèrie d'acusacions, investigacions, judicis i condemnes de crims d'abusos sexuals contra infants comesos per preveres, monges i membres d'ordes catòlics contra nens i joves.

### Les víctimes
Els nens i joves víctimes dels abusos, alguns des dels 3 anys, i amb la majoria comesos contra nens d'entre 11 i 14 anys. Molts d'aquests casos s'han desenvolupat durant dècades i han passat molts anys des que l'abús es va cometre. Algunes acusacions s'han realitzat també contra membres de la jerarquia de l'Església Catòlica que no informà de les acusacions d'abusos sexuals a les autoritats legals; sinó que es limitaren a traslladar els preveres abusadors a altres parròquies, on els abusos continuaren. Això ha comportat diversos casos de frau, on l'Església ha estat acusada de menystenir les víctimes traslladant deliberadament els preveres acusats d'abusos, en comptes de retirar-los dels seus càrrecs.

### Cobertura mediàtica
Els casos han rebut una atenció significativa dels mitjans arreu del món, especialment al Canadà, a Irlanda i als Estats Units. En resposta a aquesta cobertura mediàtica, membres de la jerarquia de l'Església han afirmat que la cobertura dels mitjans ha estat excessiva i desproporcionada. D'acord amb un estudi del Pew Research Center, la cobertura dels mitjans principalment emanà dels Estats Units el 2002, quan el Boston Globe començà una investigació crítica. Pel 2010 la major part de la informació se centrà en els abusos a Europa. Des de 2001 a 2010, la Santa Seu ha considerat que les acusacions d'abusos sexuals relatives a uns 3.000 preveres poden retrocedir fins a 50 anys, d'acord amb el Promotor de Justícia vaticà. Els casos arreu del món mostren models d'abusos continuats des de molt temps i la cobertura dels informes. Els funcionaris diocesans i acadèmics diuen que els abusos sexuals per part del clergat generalment no es discuteix, i que és difícil de mesurar. A les Filipines, on un 85% de la població és catòlica, les denúncies d'abusos a menors per part de capellans seguí l'informe dels Estats Units el 2002.
La recerca i l'opinió dels experts el 2010 indicà que les proves no senyalaven que els homes pertanyents a l'Església Catòlica fossin més propensos que els altres a cometre abusos, i indicà que la prevalència dels abusos per part de capellans havia caigut significativament en els darrers 20 o 30 anys.

## Història de l'Església Catòlica a Catalunya

Majestat Batlló (anònim,), imatge en fusta policromada del conservada al MNAC.

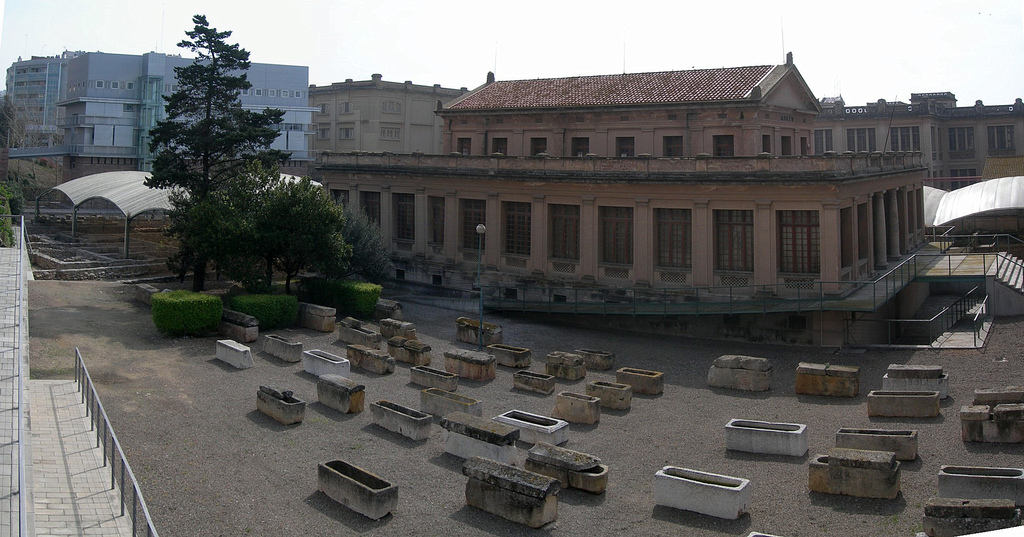
La Necròpolis paleocristiana de Tarragona.

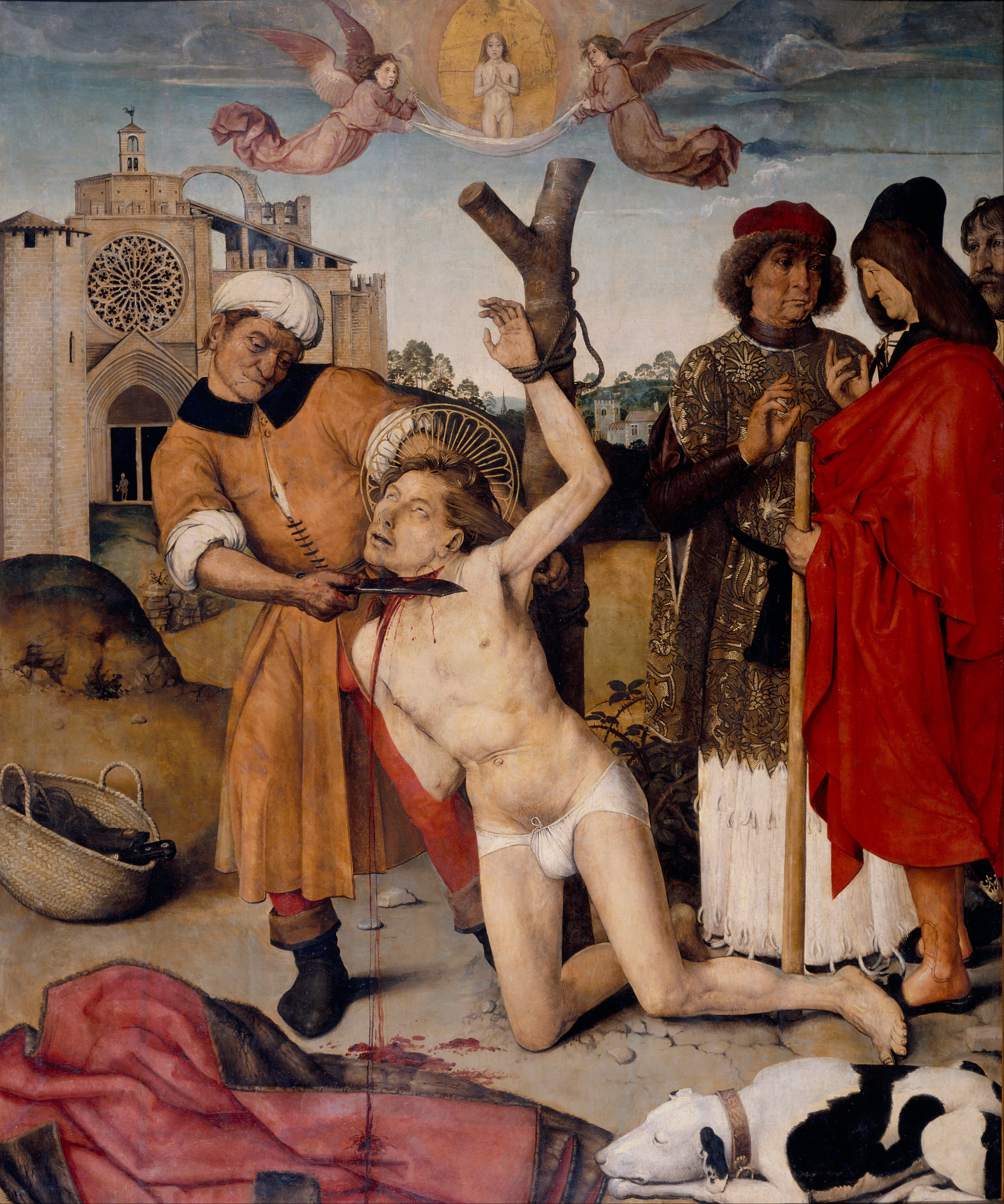
Degollació de Sant Cugat, martiritzat a Sant Cugat del Vallès el 304, per Aine Bru.

Des del seu naixement, l'Església Catòlica Romana ha estat present a Catalunya durant els seus 20 segles d'història. Això ha fet que la seva influència s'estengui en tots els àmbits de la societat, més enllà dels purament religiosos, com pot ser la toponímia (Sant Boi de Llobregat, Sant Fruitós de Bages, etc.), els costums, festes i celebracions (la Patum de Berga, el Corpus de Sitges, l'Ou com balla, etc.) i les dites populars (ser la pell de Barrabàs, fer la travessa del desert, fer Pasqua abans de Rams), etc.
Més enllà de visites apostòliques llegendàries, el 259 està documentada l'existència d'una església organitzada; i cap al segle iv ja existeixen la majoria de bisbats tal com avui els coneixem. Amb la invasió musulmana del 711 la societat s'islamitzà, però tengué una durada molt breu per la conquesta carolíngia, època on els bisbats catalans reconquerits passaren a dependre del bisbat franc de Narbona. Cap a l'any 1000 aparegué un dels primers personatges cabdals de la història de l'Església Catalana: l'Abat Oliba, restaurador de diversos monestirs, fundador del de Montserrat i promulgador del moviment Pau i Treva de Déu, resposta de l'Església i dels pagesos a les violències perpetrades pels nobles feudals; i que hom ha considerat sovint l'origen de les Corts Catalanes.
Cap a 1100, el Papa concedí la butlla de croada per combatre els musulmans que hi ha a Catalunya, instal·lant-se també al Principat els ordes militars de l'Hospital i del Temple. Amb la convocatòria de la II Croada, el Papa tornà a concedir la butlla de croada a la lluita contra els almoràvits, reconquerint-se Tortosa i Lleida. El 1200, els nobles occitans albigesos es declararen vassalls del Pere I; i aquest hagué de fer front a la croada declarada pel Papa per lluitar contra els heretges albigesos, i la derrota catalana en la batalla de Muret comportà que s'esvaís el somni català de l'expansió per l'Occitània. El convuls període dels Papes d'Avinyó va ser tant favorable com desfavorable per la corona d'Aragó, a causa de la ingerència papal en els afers polítics, que es mostrà habitualment favorable als interessos francesos. En esclatar el Cisma d'Avinyó, la Corona d'Aragó, després d'un inici dubitatiu, finalment declararia la seva fidelitat al Papa d'Avinyó. El 1455, el valencià Alfons de Borja seria elegit Papa sota el nom de Calixt III, el qual nomenaria, per a alts càrrecs eclesiàstics, diversos familiars, fent que a Roma es creés una gran animadversió vers els catalans.
Amb l'ascens dels Reis Catòlics i la unificació sota una parella conjugal els regnes hispànics, a causa de l'origen castellà de Ferran, es produí una hegemonia castellana als càrrecs eclesiàstics catalans, tant als bisbats com als monestirs i a la Inquisició. Aquesta situació s'agreujaria sota el regnat de Carles I. Cinquanta anys després, el vàlid de Felip IV, el Comte-Duc d'Olivares veuria en l'Església un dels instruments més influents per aconseguir una castellanització lingüística, tot i la resistència local.
Amb l'ascens al tron del Borbó Felip V i la derrota a la Guerra de Successió i el Decret de Nova Planta, la castellanització ja seria absoluta. Les universitats van ser clausurades, inaugurant-se la de Cervera on, malgrat la seva grisor generalitzada, sorgiria alguna figura com la de Jaume Balmes. Amb la Revolució francesa serien molts els clergues francesos que van refugiar-se a Catalunya, i davant la invasió napoleònica serien molts els eclesiàstics que participarien en la revolta armada i a les juntes de govern antifrancès.
A la primera meitat del segle xix es produí la supressió dels ordes religiosos (1834) i la desamortització dels béns eclesiàstics; produint-se una gran destrucció dels béns immobles seculars i l'objectiu inicial no es complí, car les propietats van anar a parar a la burgesia rica i no pas a la pagesia. Durant tot el segle va haver-hi un enfrontament constant entre catòlics i liberals i una confusió entre l'absolutisme i la religió. La segona meitat del segle xix ja seria més positiva, car sota l'influx del Romanticisme florí la Renaixença, moviment en què l'Església tindria un paper destacat, car era l'única institució que havia conservat l'ús del català.
El segle XX començà amb una pèrdua de la influència de l'Església, car les classes treballadores se sentien més identificades amb les idees marxistes o anarquistes; separació que esclataria primer en la Setmana Tràgica de 1909 i, posteriorment, en la Guerra Civil Espanyola, on es perseguí l'Església com a institució, matant molts dels seus membres i destruint-se molt patrimoni històric. La victòria del Bàndol Nacional comportà que el catolicisme tornés a ser la religió oficial de l'Estat i que l'Església es fes omnipresent, tot i que infeudada el règim. Malgrat això, va ser en l'àmbit eclesiàstic on el català tornà a aparèixer a la vida pública; i el moviment d'oposició al franquisme trobà aixopluc en l'Església catalana. L'arribada de la democràcia portà de nou la separació Església-Estat; i una Església catalana cada cop més allunyada (i a vegades enfrontada) als postulats emesos des de la Conferència Episcopal Espanyola i enmig d'una societat cada cop més allunyada de l'Església. La crisi econòmica de finals de la dècada de 2000 i inicis de la de 2010 fa que els programes eclesials d'ajut a la pobresa agafin un gran protagonisme social.